# Giải thưởng Tự do
Giải thưởng Tự do là một giải thưởng của Ủy ban Cứu trợ quốc tế (International Rescue Committee) dành cho những đóng góp đặc biệt cho sự nghiệp của những người tị nạn và tự do nhân loại.

## Lịch sử
"Ủy ban Cứu trợ quốc tế" được thành lập năm 1933 theo yêu cầu của Albert Einstein. Năm 1957 Ủy ban này lập ra "Giải thưởng Tự do" và trao lần đầu cho chính trị gia người Đức Willy Brandt, người mà sau này đã đoạt Giải Nobel Hòa bình. Năm sau, giải được trao cho Winston Churchill, thủ tướng Anh trong thời Chiến tranh thế giới thứ II, vì đóng góp của ông cho tự do nhân loại.
Các người đồng lãnh giải lần đầu là Lane Kirkland và bà vợ Irena, nhận giải năm 1981. Lane đã "cống hiến lâu dài cho sự nghiệp của các người tỵ nạn", còn Irena "là nhà hoạt động nhân quyền tích cực". Các nhà bất đồng chính kiến Trung Quốc Li Shuxian và Fang Lizhi là những người đồng lãnh giải năm 1991; hai tổng thống Hoa Kỳ George H.W. Bush và Bill Clinton là những người đồng lãnh giải năm 2005; nữ diễn viên điện ảnh Hoa Kỳ Angelina Jolie và Cao ủy Liên Hợp Quốc về người tị nạn António Guterres cùng lãnh giải năm 2007.
Từ khi thiết lập giải, Ủy ban Cứu trợ quốc tế đã trao giải này cho 45 người, trong số đó có, 23 người Mỹ, phần lớn là chính trị gia. Giải năm 1995 được trao vắng mặt cho bà Aung San Suu Kyi, chính trị gia Myanmar đấu tranh cho dân chủ kiêm lãnh đạo đảng Liên minh Quốc gia vì Dân chủ đối lập. Giải năm 2008 được trao cho cựu Tổng thư ký Liên Hợp Quốc Kofi Annan. Ông được trao giải trong bữa tiệc kỷ niệm ngày thành lập Ủy ban Cứu trợ quốc tế lần thứ 75 trong tháng 11 năm 2008. Giải năm 2011 được trao cho gia đình Brokaw tại khách sạn Waldorf-Astoria, thành phố New York.

## Những người đoạt giải
| Năm  | Hình | Người đoạt giải                 | Quốc tịch               | Tham chiếu |
| ---- | --- | ------------------------------- | ----------------------- | ---------- |
| 1957 | A smiling, older man in a dark suit with a narrow-striped shirt and wide-stripped tie. He has receding but long, wavy hair. | Willy Brandt                    | Đức                     | [ 5 ]      |
| 1958 | | Winston Churchill               | Anh                     | [ 4 ]      |
| 1959 | | William Joseph Donovan          | Hoa Kỳ                  | [ 1 ]      |
| 1960 | | Richard Evelyn Byrd             | Hoa Kỳ                  | [ 1 ]      |
| 1965 | | George Meany                    | Hoa Kỳ                  | [ 12 ]     |
| 1966 | | David Dubinsky                  | Liên Xô                 | [ 1 ]      |
| 1967 | | David Sarnoff                   | Hoa Kỳ                  | [ 13 ]     |
| 1969 | | Lucius D. Clay                  | Hoa Kỳ                  | [ 1 ]      |
| 1970 | | Jacob K. Javits                 | Hoa Kỳ                  | [ 13 ]     |
| 1975 | | Bruno Kreisky                   | Áo                      | [ 14 ]     |
| 1976 | — | Leo Cherne                      | Hoa Kỳ                  | [ 1 ]      |
| 1977 | | Hubert Humphrey                 | Hoa Kỳ                  | [ 12 ]     |
| 1978 | — | Joseph Buttinger                | Áo                      | [ 1 ]      |
| 1979 | — | Mary Pillsbury Lord[A]          | Hoa Kỳ                  | [ 1 ]      |
| 1981 | | Lane Kirkland Irena Kirkland    | Hoa Kỳ · Hoa Kỳ         | [ 5 ]      |
| 1987 | | Elie Wiesel                     | Romania                 | [ 12 ]     |
| 1987 | — | John C. Whitehead               | Hoa Kỳ                  | [ 15 ]     |
| 1989 | | Prince Sadruddin Aga Khan       | Pháp · Iran · Thụy Sĩ   | [ 1 ]      |
| 1989 | | Lech Wałęsa                     | Ba Lan                  | [ 12 ]     |
| 1990 | | Violeta Chamorro                | Nicaragua               | [ 1 ]      |
| 1991 | — | Phương Lệ Chi Lý Thục Hiền      | Trung Quốc · Trung Quốc | [ 1 ]      |
| 1991 | | Javier Pérez de Cuéllar         | Peru                    | [ 16 ]     |
| 1992 | | Cyrus Vance                     | Hoa Kỳ                  | [ 13 ]     |
| 1993 | | George Soros[B]                 | Hungari                 | [ 7 ]      |
| 1993 | — | Dwayne Andreas[C]               | Hoa Kỳ                  | [ 1 ]      |
| 1994 | — | Theodore J. Forstmann[B]        | Hoa Kỳ                  | [ 17 ]     |
| 1994 | — | Felix Rohatyn[C]                | Áo                      | [ 17 ]     |
| 1995 | | Aung San Suu Kyi[D]             | Myanmar                 | [ 9 ]      |
| 1995 | | Sadako Ogata                    | Nhật Bản                | [ 9 ]      |
| 1995 | | Richard Holbrooke               | Hoa Kỳ                  | [ 1 ]      |
| 1997 | — | Robert P. De Vecchi             | Hoa Kỳ                  | [ 13 ]     |
| 1999 | | Madeleine Albright              | Hoa Kỳ                  | [ 13 ]     |
| 2001 | | John McCain                     | Hoa Kỳ                  | [ 18 ]     |
| 2002 | — | Reynold Levy                    | Hoa Kỳ                  | [ 19 ]     |
| 2002 | | Hamid Karzai                    | Afghanistan             | [ 20 ]     |
| 2003 | | Václav Havel                    | Séc                     | [ 9 ]      |
| 2004 | | Roméo Dallaire[B]               | Canada                  | [ 21 ]     |
| 2005 | | George H.W. Bush Bill Clinton   | Hoa Kỳ · Hoa Kỳ         | [ 22 ]     |
| 2006 | | Ellen Johnson Sirleaf           | Liberia                 | [ 23 ]     |
| 2007 | | António Guterres Angelina Jolie | Bồ Đào Nha · Hoa Kỳ     | [ 9 ]      |
| 2008 | | Kofi Annan                      | Ghana                   | [ 24 ]     |
| 2011 | | Brokaw family                   | Hoa Kỳ                  | [ 11 ]     |
| 2012 | | John C. Whitehead               | Hoa Kỳ                  |            |
| 2013 | | George Soros                    | Hungari                 |            |
| 2014 | | Nhân viên cứu trợ nhân đạo      |                         |            |
| 2015 | | Shimon Peres                    | Israel                  |            |
| 2016 | | Spyros Galinos                  | Hy Lạp                  |            |
| 2017 | | Leopoldo López                  | Venezuela               |            |